# David Auradou
Pour les articles homonymes, voir Auradou (homonymie) et Bibi.

a Compétitions nationales et continentales officielles uniquement.

b Matchs officiels uniquement.
Dernière mise à jour le 9 juillet 2024.
David Auradou, né le 13 novembre 1973 à Harfleur en Seine-Maritime est un joueur international français et entraîneur de rugby à XV. 
Évoluant au poste de deuxième ligne, il effectue la majorité de sa carrière au club du Stade français Paris, avec lequel il remporte cinq titres de champion de France (1998, 2000, 2003, 2004, 2007). Il est vainqueur de la Coupe de France 1999 et finaliste de la Coupe d'Europe en 2001 et 2005. Capé à 41 reprises, il réalise, avec le XV de France, deux fois le Grand Chelem au Tournoi des Six Nations (2002 et 2004) et est vice-champion du monde 1999.
Il met un terme à sa carrière de joueur en 2009 et devient entraîneur. Durant la saison 2012-2013, il entraîne les avants du Stade français puis ceux du Stade montois de 2014 à 2019 avant de devenir manager du club jusqu'en 2020.
Il est le père de Paul et Hugo Auradou, également joueurs de rugby à XV.

## Biographie

### Débuts en division fédérale
David Auradou commence le rugby à Cahors en 1993 où il reste jusqu'en 1995, le club joue alors en groupe B (équivalent de la Fédérale 1 actuelle).
Il passe ensuite une saison au SC Graulhet en groupe A2 (qui correspond à la Pro D2 actuelle).

### Stade français, Barbarians et XV de France
Il part jouer au Stade français Paris en 1996, club qui évolue en groupe A2. Restant onze saisons dans le club parisien (jusqu'en 2007 puis en 2008-2009), il participe à sa montée dans l’élite nationale et européenne. Il remporte cinq titres de champion de France : en 1998, 2000, 2003, 2004, 2007  et une Coupe de France (1999). Dans le club, il a joué au côté de Benoît August, Mathieu Blin, Olivier Brouzet, Franck Comba, Diego Dominguez, Christophe Dominici, Fabien Galthié, Fabrice Landreau, Mike James, Christophe Juillet, Christophe Laussucq, Marc Lièvremont, Thomas Lombard, Sylvain Marconnet, Christophe Moni, Vincent Moscato, Richard Pool-Jones, Pierre Rabadan, Olivier Roumat, Patrick Tabacco, Pieter de Villiers, Mauro Bergamasco, Mirco Bergamasco, Juan Martín Hernández, entre autres. 
David Auradou est surnommé Bibi par Serge Simon. Le principal intéressé confie, en 2006, que « ce sobriquet ridicule contrastait assez bien avec (ma) réputation de joueur rugueux ». 
Par ailleurs, il pose pour deux éditions (2001 et 2004) du calendrier des Dieux du Stade, organisé par le Stade français sur une idée du président du club Max Guazzini. Les bénéfices des ventes sont reversés à des associations. 
Le 18 mai 1998, David Auradou obtient son premier titre de champion de France de première division, le Stade Français ayant battu Perpignan 34 à 7. Le 6 juin suivant, le Stade Français perd la finale de la Coupe de France face au Stade toulousain 22-15. 
La même année, le 11 novembre, il joue son premier match avec les Barbarians français contre l'Argentine à Bourgoin-Jallieu. Les Baa-Baas s'imposent 38 à 30. 
Le 5 juin 1999, le Stade Français remporte la Coupe de France 27 à 19 contre Bourgoin-Jallieu. C'est à cette période qu'Auradou honore auparavant sa première cape internationale en équipe de France le 20 mars 1999 contre l'équipe d'Angleterre lors du Tournoi des Cinq Nations, choisi par le sélectionneur Jean-Claude Skrela. Celui-ci le sélectionne également pour la Coupe du Monde qui se déroule à l'automne 1999. David Auradou ne joue qu'une poignée de minutes en quart de finale contre l'Argentine, profitant de la suspension de Fabien Pelous. Il ne joue que ce match-là mais devient vice-champion du monde à la suite de la défaite du XV de France, 35 à 12, face à l'équipe d'Australie en finale le 6 novembre 1999.
Le 19 mai 2001, il est titulaire en finale de la coupe d'Europe, associé en deuxième ligne à Mike James, au Parc des Princes à Paris face au Leicester Tigers mais les Anglais s'imposent 34 à 30 face aux Parisiens.
Le 20 septembre 2003, il joue avec les Barbarians français à l'occasion d'un match opposant le XV de France, rebaptisé pour l'occasion « XV du Président » (afin de contourner le règlement qui interdit tout match international à moins d'un mois de la Coupe du monde), et les Barbarians français, composés essentiellement des joueurs tricolores non retenus dans ce XV présidentiel et mis à disposition des Baa-Baas par le sélectionneur Bernard Laporte. Ce match se déroule au Parc des sports et de l'amitié à Narbonne et voit le XV du président s'imposer 83 à 12 face aux Baa-Baas. Il dispute ensuite sa deuxième Coupe du monde, sélectionné par Bernard Laporte, mais ayant cette fois encore le statut de remplaçant il joue contre le Japon et les États-Unis durant la phase de poules puis lors de la finale de bronze où l'équipe de France s'incline contre la Nouvelle-Zélande, la Coupe du monde étant remportée par l'Angleterre.
Au total, David Auradou cumule 41 sélections en équipe de France jusqu'en 2004. Il réalise deux fois le Grand chelem au Tournoi des Six Nations (en 2002 et 2004) avec le XV de France entraîné par Bernard Laporte.
En 2005, il participe avec le|Stade français à la finale de Coupe d'Europe face au Stade toulousain au Murrayfield Stadium à Édimbourg. Il est capitaine et titularisé en deuxième ligne avec Mike James. À l'issue du temps réglementaire, les deux équipes sont à égalité, 12 à 12, mais les Toulousains parviennent à s'imposer 12 à 18 à l'issue des prolongations.
En 2007, après avoir été champion de France pour la cinquième fois avec le Stade français (23 à 28 contre l'ASM Clermont), il part jouer une saison dans le club voisin du Racing Métro 92 avant de revenir faire une dernière saison au club parisien en 2008-2009.
En juin 2008, il est invité avec les Barbarians français pour jouer un match contre le Canada à Victoria. Il est le capitaine de l'équipe lors de ce match. Les Baa-Baas l'emportent 17 à 7. En mars 2009, il joue de nouveau avec les Barbarians français contre le XV du président, une sélection de joueurs étrangers évoluant en France, au Stade Ernest-Wallon à Toulouse. Les Baa-Baas s'inclinent 26 à 33. 
Le 30 mai 2009, il joue son dernier match avec le Stade français, lors de la demi-finale de Top 14 face à Perpignan.
En juin 2009, il participe à la tournée des Barbarians français en Argentine pour affronter le Rosario Invitación XV puis les Pumas,. Il est capitaine de l'équipe à l'occasion de ces 2 matchs. Les Baa-Baas l'emportent 54 à 30 contre Rosario puis s'inclinent 32 à 18 contre l'Argentine à Buenos Aires.

### Retraite de joueur et reconversion professionnelle
Fin 2009, il met un terme à sa carrière de joueur professionnel, puis quitte les Hauts-de-Seine pour Sarlat. Il se reconvertit dans le vin comme directeur du développement de la maison Reutenauer à Cahors puis comme cadre dans une entreprise de matériaux de construction.

### Carrière d'entraîneur
Il se lance ensuite dans le métier d'entraîneur, tout d'abord pendant une saison, en 2011-2012, avec le club amateur du CA Sarlat qui évolue en Fédérale 3. 
En 2012, il revient au Stade français comme entraîneur des avants auprès de Richard Pool-Jones, directeur sportif, aux côtés de Christophe Laussucq, entraîneurs des trois-quarts. Il n'est pas conservé à la fin de la saison. 
À partir de juillet 2014, il est l'entraîneur des avants du Stade montois auprès de Christophe Laussucq jusqu'en 2019, année où il est promu manager du club après le départ de Laussucq et assisté de David Darricarrère, entraîneur des arrières. Il quitte le club en 2020.
Entre-temps, en 2018, il est choisi pour entraîner les Barbarians français, aux côtés de Christophe Laussucq, lors d'un match opposant le 31 mai les Baa-Baas à la Géorgie à Tbilissi.
Depuis juillet 2022, il est l'entraineur du Rugby Club Suresnes Hauts-de-Seine, club pensionnaire du Championnat de France de rugby à XV de Nationale 2020-2021, avec lequel il a signé un contrat de 2 ans (+ 1 année en option).

### Famille
David Auradou est le père de deux fils, tous deux également joueurs de rugby à XV : 
- Paul Auradou, né en 2001. Il évolue en tant que demi d'ouverture ou d'arrière, ayant notamment joué, en sénior, à la Section Paloise, au RC Narbonne puis au Stade niçois depuis 2024.
- Hugo Auradou, né en 2003. Il occupe le poste de deuxième ligne au sein de la Section Paloise[17]. Il est joueur international et champion du monde junior 2023.

## Carrière

### Joueur
- 1993-1995 : Stade cadurcien
- 1995-1996 : SC Graulhet
- 1996-2007 : Stade français
- 2007-2008 : Racing Métro 92
- 2008-2009 : Stade français

### Entraîneur
- 2011-2012 : CA Sarlat
- 2012-2013 : Stade français
- 2014-2020 : Stade montois
- Depuis 2022 : RC Suresnes

| Saison      | Club           | Division | Poste  | Classement                        | Coupe d'Europe | Challenge européen |
| ----------- | -------------- | -------- | ------ | --------------------------------- | -------------- | ------------------ |
| 2012 - 2013 | Stade français | Top 14   | Avants | 10e                               | -              | Défaite en finale  |
| 2014 - 2015 | Stade montois  | Pro D2   | Avants | 2e, éliminé en finale d'accession | -              | -                  |
| 2015 - 2016 | Stade montois  | Pro D2   | Avants | 4e, éliminé en demi-finale        | -              | -                  |
| 2016 - 2017 | Stade montois  | Pro D2   | Avants | 4e, éliminé en demi-finale        | -              | -                  |
| 2017 - 2018 | Stade montois  | Pro D2   | Avants | 4e, éliminé en demi-finale        | -              | -                  |
| 2018 - 2019 | Stade montois  | Pro D2   | Avants | 5e, éliminé en barrage            | -              | -                  |
| 2019 - 2020 | Stade montois  | Pro D2   | Avants | 11e (arrêt du championnat)        | -              | -                  |

## Statistiques en équipe nationale
- 41 sélections entre 1999 et 2004
- Sélections par année : 7 en 1999, 3 en 2000, 11 en 2001, 4 en 2002, 12 en 2003, 4 en 2004
- Tournois des Cinq/Six Nations disputés : 1999, 2001, 2002, 2003, 2004
- En Coupe du monde :
  - 1999 : 1 sélection (Argentine)
  - 2003 : 3 sélections (Japon, États-Unis, Nouvelle-Zélande)

## Palmarès

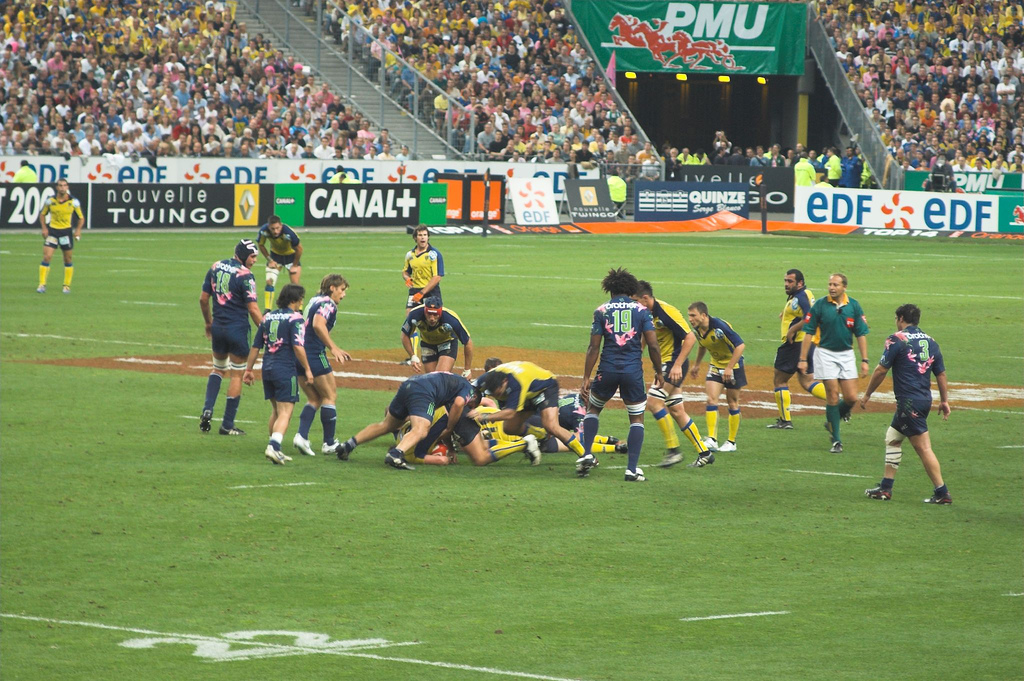
Finale du Top 14 2007 : ASM Clermont en jaune et Stade français Paris en bleu.

### En club
- Championnat de France de première division :
  - Champion (5) : 1998, 2000, 2003, 2004 et 2007
  - Vice-champion (1) : 2005
- Coupe d'Europe :
  - Finaliste (2) : 2001 et 2005
- Coupe de France :
  - Vainqueur (1) : 1999
  - Finaliste (1) : 1998

### En équipe nationale

#### Tournoi des Cinq/Six Nations
- Grand Chelem en 2002, 2004.

| Édition           | Rang | Résultats France | Résultats Auradou | Matchs Auradou |
| ----------------- | ---- | ---------------- | ----------------- | -------------- |
| Cinq Nations 1999 | 5    | 1 v, 0 n, 3 d    | 0 v, 0 n, 2 d     | 2/4            |
| Six Nations 2001  | 5    | 2 v, 0 n, 3 d    | 2 v, 0 n, 3 d     | 5/5            |
| Six Nations 2002  | 1    | 5 v, 0 n, 0 d    | 3 v, 0 n, 0 d     | 3/5            |
| Six Nations 2003  | 3    | 3 v, 0 n, 2 d    | 3 v, 0 n, 0 d     | 3/5            |
| Six Nations 2004  | 1    | 5 v, 0 n, 0 d    | 4 v, 0 n, 0 d     | 4/5            |

Légende : v = victoire ; n = match nul ; d = défaite ; la ligne est en gras quand il y a Grand Chelem.

#### Coupe du monde
| Édition             | Rang      | Résultats France | Résultats Auradou | Matchs Auradou |
| ------------------- | --------- | ---------------- | ----------------- | -------------- |
| Coupe du monde 1999 | Finaliste | 5 v, 0 n, 2 d    | 1 v, 0 n, 0 d     | 1/7            |
| Australie 2003      | Quatrième | 5 v, 0 n, 2 d    | 2 v, 0 n, 2 d     | 4/7            |